# Carla Capponi

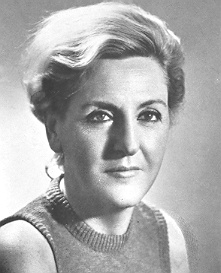
Carla Capponi

Carla Capponi (* 7. Dezember 1918 in Rom; † 24. November 2000 in Zagarolo) war eine italienische Partisanin und Politikerin.

## Leben
Carla Capponi wuchs in Rom als ältestes Kind einer antifaschistisch geprägten Familie auf. Ihr Vater war Bergbauingenieur, ihre Mutter Lehrerin und Gewerkschafterin. Nach dem Tod ihres Vaters 1940 bei einem Bergbauunfall war sie gezwungen, ihr Jurastudium abzubrechen und zu arbeiten. Im selben Jahr trat sie der kommunistischen Partei bei. Am 9. September 1943, unmittelbar nach dem Waffenstillstand Italiens, meldete sie sich als Freiwillige in einer Gruppe von kommunistischen Untergrundkämpfern, zu der auch ihrer späterer Mann Rosario Bentivegna (1922–2012) gehörte, um gegen die deutsche Besetzung Roms vorzugehen. Am 17. Dezember 1943 erschoss Capponi den 33-jährigen Georg Johansen Schmidt, einen Angehörigen der Ordnungspolizei, auf seinem Weg von einem Hotel in der Via Veneto zum Kommandozentrum der Wehrmacht im Palazzo Esercito in der Via XX Settembre. Gemeinsam mit drei weiteren Frauen beteiligte sie sich am 23. März 1944 unter dem Kampfnamen Elena am Attentat in der Via Rasella unter dem Kommando von Carlo Salinari und Franco Calamandrei. Rosario Bentivegna hatte sich als Straßenkehrer verkleidet und in einem kleinen Wagen eine Bombe versteckt, um das deutsche Polizeiregiment „Bozen“ anzugreifen, das jeden Tag zur selben Zeit in der Via Rasella vorbeimarschierte.
1953 zog Capponi als Abgeordnete der PCI in die Abgeordnetenkammer ein und wurde 1972 wiedergewählt. Bis zu ihrem Lebensende gehörte sie dem Vorstandskomitee der Partisanenvereinigung ANPI an. Einige Monate vor ihrem Tod veröffentlichte sie ihre Autobiografie unter dem Titel Con cuore di donna („Mit dem Herzen einer Frau“). Ihr letztes Lebensjahr verbrachte sie im Hause ihrer Tochter Elena im Süden Roms. Nach ihrem Tod im Jahr 2000 wurde sie kremiert und zunächst auf dem Friedhof Verano beigesetzt. Im Jahr 2014 streute ihre Tochter die Asche ihrer Eltern gemäß deren Wunsch in den Tiber, nachdem sie keine Erlaubnis erhalten hatte, ihre 1974 geschiedenen Eltern gemeinsam im nichtkatholischen Friedhof von Rom in Testaccio zu bestatten, wie diese an erster Stelle gewünscht hatten.
Carla Capponi wurde mit der goldenen Tapferkeitsmedaille ausgezeichnet.

## Publikationen
- Con cuore di donna. Il Saggiatore, Mailand 2000. ISBN 978-8-8428-0854-1. Online-Teilansicht